# Massoins
Massoins település Franciaországban, Alpes-Maritimes megyében. Lakosainak száma 127 fő (2022. január 1.). Massoins Bairols, Malaussène, Tournefort és Villars-sur-Var községekkel határos.

## Népesség
A település népességének változása:
| Lakosok száma | 59   | 110  | 227  | 128  | 107  | 105  | 102  | 103  | 104  | 127  |
|               | 1968 | 1982 | 1990 | 2006 | 2013 | 2015 | 2017 | 2019 | 2020 | 2022 |